# Bothriomyrmex kusnezovi
Bothriomyrmex kusnezovi é uma espécie de inseto do gênero Bothriomyrmex, pertencente à família Formicidae.